# Вербицкий, Пётр Ульянович
Пётр Улья́нович Верби́цкий (15 января 1919 — неизвестно) — советский футболист, защитник.
В мае 1937 года провёл два матча на Кубок СССР — против клубов «Красное Знамя» Москва (1/64, 2:2) и «Спартак» Харьков (1/32, 1:4) за ЛДКА. В июне 1939 в составе «Сталинца» Ленинград играл в чемпионате СССР в двух матчах, в обоих — против московских «Торпедо» (1:5) и «Динамо» (2:4) — был заменён.